# Subsecretari de stat în Guvernul Constantin Sănătescu (1)
În Guvernul Constantin Sănătescu (1) au fost incluși și subsecretari de stat, provenind de la diverse partide.

## Subsecretari de stat
- Subsecretar de stat pentru Aviație

General Ermil Gheorghiu (23 august - 3 noiembrie 1944)
- Subsecretar de stat pentru Marină

Viceamiral Ioan Georgescu (23 august - 3 noiembrie 1944)
- Subsecretar de stat pentru înzestrarea armatei și producției de război

Viceamiral Alexandru Gheorghiu (23 august - 3 noiembrie 1944)
- Subsecretar de stat pentru afacerile interne

General Gheorghe Liteanu (23 august - 3 noiembrie 1944)
- Subsecretar de stat pentru afacerile interne

Colonel Dumitru Dămăceanu (23 august - 3 noiembrie 1944)
- Subsecretar de stat la Subsecretariatul de Stat al Industriei, Comerțului și Minelor

Ing. Valeriu Georgescu (1 septembrie - 3 noiembrie 1944)
- Subsecretar de stat al Subsecretariatului de Stat al Aprovizionării

Lt-col. (r) Chiril Șerbu (1 septembrie - 27 septembrie 1944)
Lucian Burchi (27 septembrie - 3 noiembrie 1944)
- Subsecretar de stat la Departamentul Finanțelor

Dimitrie Iordan (1 septembrie - 3 noiembrie 1944)
- Subsecretar de stat pentru reorganizarea Statului, pe lângă Președinția Consiliului de Miniștri

Dr. Sabin Manuilă (13 septembrie - 3 noiembrie 1944)

## Sursa
- Stelian Neagoe - "Istoria guvernelor României de la începuturi - 1859 până în zilele noastre - 1995" (Ed. Machiavelli, București, 1995)
- Rompres Arhivat în 27 septembrie 2007, la Wayback Machine.